# Jelle Versieren
Jelle Versieren is een Belgisch historicus. Aan de Universiteit Antwerpen onderzoekt hij stadsgeschiedenis en de geschiedenis van het economisch denken. Sinds 2019 is Versieren hoofdredacteur van Aktief, het tijdschrift van het Masereelfonds.